# Emmenthal (Bibertal)
Emmenthal ist ein Gemeindeteil von Bibertal im schwäbischen Landkreis Günzburg in Bayern.

## Lage
Der Weiler liegt im Osten des Gemeindegebietes auf freier Flur auf einer Hochebene. Er ist über zwei Verbindungsstraßen von der Kreisstraße GZ 3 aus zu erreichen.

## Geschichte
Ein Hof zu Emmenthal ist 1375 in einem Testament der Ulmer Patrizierfamilie Ehinger erwähnt. 
Ursprünglich gehörte Emmenthal zur Gemeinde Schneckenhofen. Nach dem Dreißigjährigen Krieg schloss sich der Ort im Jahr 1649 an Rieden an. Aus dieser Zeit stammt angeblich auch ein großes Holzkreuz an einem alten Stadel.
Im Jahre 1871 kam Emmenthal zur Gemeinde Anhofen. 
Anlässlich der bayerischen Gebietsreform wurde zum 1. Mai 1978 Anhofen mit anderen Gemeinden zur Einheitsgemeinde Bibertal zusammengeschlossen.
2011 wurde Emmenthal an die Kläranlage Bühl angeschlossen.

### Einwohnerentwicklung
- 1961: 29
- 1978: 36[1]
- 1987: 26[2]
- 2015: 22

## Sonstiges
Die Marienkapelle wurde 1825 von der Witwe Barbara Häußler am östlichen Ortsrand erbaut, heute steht der Neubau in der Ortsmitte. Sie hat einen klassizistischen Altar mit einem Ölgemälde der Muttergottes von Einsiedeln. Alljährlich am Pfingstmontag findet dort das Kapellenfest statt. 
Im ca. 900 m östlich gelegenen Riederholz liegen als Bodendenkmal 26 vorgeschichtliche Grabhügel.
Weiters gibt es in dem Ort eine Schnapsbrennerei, die seit 2007 in dritter Generation betrieben wird.
Der Ort ist landwirtschaftlich strukturiert, 2016 gab es vier Voll- und zwei Nebenerwerbsbetriebe.